# Dragoș Coman
Dragoș Cristian Coman (Bucarest, 16 ottobre 1980) è un nuotatore rumeno.

## Palmarès
- Mondiali

Barcellona 2003: bronzo nei 400m sl.
- Mondiali in vasca corta

Indianapolis 2004: bronzo nei 1500m sl.
- Europei

Istanbul 1999: argento nei 1500m sl e bronzo nei 400m sl.
Helsinki 2000: argento nei 400m sl e bronzo nei 1500m sl.
Berlino 2002: bronzo nei 400m sl.
Madrid 2004: bronzo nei 400m sl e nei 1500m sl.
Eindhoven 2008: bronzo negli 800m sl.
- Universiadi

Pechino 2001: argento nei 400m sl.
Daegu 2003: bronzo nei 400m sl.
Bangkok 2007: oro nei 400m sl.
- Europei giovanili

Anversa 1998: oro nei 400m sl.